# Église Saint-Martin de Nesles-la-Montagne
L'église Saint-Martin est une église située à Nesles-la-Montagne, en France.

## Localisation
L'église est située sur la commune de Nesles-la-Montagne, au centre du village, dans le département de l'Aisne.

## Historique
C’est une jolie église des XIIe, XIVe et XVIe siècles, avec un chœur voûté d’ogives et une nef recouverte de bois. Elle est surmontée par une haute flèche d’un bel effet dont la toiture est en ardoise.
Le monument est classé au titre des monuments historiques en 1979.